# 陰 (姓)
陰（いん）は、漢姓の一つ。

## 中国の姓
2020年の中華人民共和国の統計では人数順の上位100姓に入っておらず、台湾の2018年の統計では573番目に多い姓で、89人がいる。

### 出自
陰氏は元来、中国始平郡（現在の陝西省咸陽市の興平市）から系出された姓である。司馬遷の『史記』に「陰康氏」という陰氏が登場している。陰兢は文王昌を救い、後の西周建国に重要な役割を担ったとされる。
『後漢書』には劉氏が後漢を建国する際に重要な役割を担った事から陰氏家門の皇后を多く輩出したと記録されている。
『三国志』袁紹編には豫州の刺史として陰夔が登場する。

### 著名な人物
- 陰子方 - 前漢の宣帝の頃の人。親孝行で知られる。
- 陰麗華 - 後漢の光武帝皇后。
- 孝和陰皇后 - 後漢の和帝皇后、陰麗華の兄の陰識の曾孫娘。
- 陰澹 - 五胡十六国時代前涼の人物。
- 陰子春 - 南朝梁の軍人。
- 陰鏗（中国語版） - 陳の文学家。
- 陰寿 - 隋の軍人。趙国公に封じられる。
- 陰世師 - 隋の政治家・軍人。陰寿の子。その娘は李祐の母。
- 陰和俊 - 中華人民共和国の政治家。

## 朝鮮の姓
陰（いん、ウム、朝: 음）は、朝鮮人の姓の一つである。2015年の韓国の国勢調査による人口は5,604人。

### 著名な人物
- 陰盛稷（朝鮮語版） - 韓国の交通評論家、ソウル特別市都市鉄道公社社長。

### 歴史
朝鮮の陰姓としては254年から『三国史記』『高麗史』などに登場する。陰友は高句麗12代王中川王の時代、国相（254年〜271年）になったと記録されている。その子、陰尚婁も西川王の時代に国相（271年〜294年）を務めた。
また、美川王の幼少期の話に陰牟が登場し、高麗時代には、陰元輔が高麗功臣録に記録されている。
竹山陰氏の始祖の陰俊の息子の陰澈は朝鮮王朝の開国原従功臣として領議政に追贈され、文節という諡号を賜った。
また、陰澈の息子である陰崑は少卿を、陰崙は判事を務める事で家門を繁栄させた。
朝鮮時代に任官された人物としては以下の者がいる。
| 氏名   | 官職名           |
| ------ | ---------------- |
| 陰起南 | 軍資監正         |
| 陰希哲 | 兵曹判書（追贈） |
| 陰道光 | 副護軍           |
| 陰聖惜 | 工曹参議         |
| 陰仁洙 | 参奉             |
| 陰仁星 | 参奉             |

#### 科挙及第者
朝鮮王朝時代に科挙及第者4名を輩出した。
陰允輔：[進士試] 燕山君1年（1495年） 乙卯增廣試3位
陰慶昌：[生員試] 中宗29年（1534年） 甲午式年試3位
陰泰起：[武科] 粛宗25年（1699年） 己卯式年試甲科1位壮元及第
陰春観：[武科] 英祖26年（1750年） 庚午式年試丙科

### 氏族
朝鮮における陰氏の本貫は竹山、槐山、慶州、驪州、忠州、陰城など24の本貫があると記録されているが、その全てが竹山陰氏が移住した事による世居地名（分派）にすぎないとされている。
竹山陰氏の始祖は、陰俊である。中国元朝に恭愍王の妃となった衛王の娘の魯国大長公主宝塔失里と一緒に礼部侍郎として高麗に入り、後に竹州郡（当時の地名は竹州、後の地名改正により竹山郡となる。現在の京畿道安城市一帯）に封ぜられた。子孫がその地に根付いた事で本貫を竹山とした陰氏が始まった。
| 氏族（地域） | 創始者 | 人数（2015年） |
| ------------ | ------ | -------------- |
| 開城陰氏     |        | 26             |
| 慶州陰氏     |        | 9              |
| 高山陰氏     |        | 68             |
| 槐山陰氏     |        | 3,239          |
| 金海陰氏     |        | 40             |
| 達城陰氏     |        | 6              |
| 汶山陰氏     |        | 10             |
| 白川陰氏     |        | 222            |
| 瑞興陰氏     |        | 5              |
| 楊州陰氏     |        | 5              |
| 陽川陰氏     |        | 5              |
| 陰城陰氏     |        | 84             |
| 利川陰氏     |        | 9              |
| 定州陰氏     |        | 14             |
| 竹丹陰氏     |        | 19             |
| 竹山陰氏     |        | 1,766          |
| 稷山陰氏     |        | 14             |